# Paphiopedilum sukhakulii
Espèce
Paphiopedilum sukhakulii est une espèce d'orchidées du genre Paphiopedilum originaire de Thaïlande.